# Onthophagus sumatranus
Onthophagus sumatranus là một loài bọ cánh cứng trong họ Bọ hung (Scarabaeidae).